# Fenioux (Deux-Sèvres)
Fenioux ist eine französische Gemeinde mit 643 Einwohnern (Stand: 1. Januar 2022) im Département Deux-Sèvres in der Region Nouvelle-Aquitaine. Sie liegt im Arrondissement Parthenay und im Kanton Autize-Égray.
Die Einwohner werden Feniousiens und Feniousiennes genannt.

## Geographie

### Lage
Fenioux liegt etwa 63 Kilometer westlich von Poitiers und rund 25 Kilometer nördlich von Niort am gleichnamigen Flüsschen Fenioux. An der westlichen Gemeindegrenze verläuft der Fluss Saumort, im Osten der Miochette, der hier schließlich in die Autise mündet.

### Nachbargemeinden
Umgeben wird Fenioux von den Nachbargemeinden Le Beugnon im Norden, Secondigny im Nordosten, Le Retail im Nordosten und Osten, Pamplie im Osten, Xaintray und Béceleuf im Süden, Ardin im Südwesten, Puihardy im Südwesten und Westen sowie La Chapelle-Thireuil im Westen.

## Bevölkerungsentwicklung
| Jahr                       | 1962 | 1968 | 1975 | 1982 | 1990 | 1999 | 2006 | 2012 | 2019 |
| Einwohner                  | 1185 | 1084 | 940  | 830  | 776  | 727  | 726  | 670  | 628  |
| Quellen: Cassini und INSEE |      |      |      |      |      |      |      |      |      |

## Sehenswürdigkeiten
- Gotische Kirche Saint-Pierre, Anfang des 12. Jahrhunderts erbaut, Monument historique seit 1888

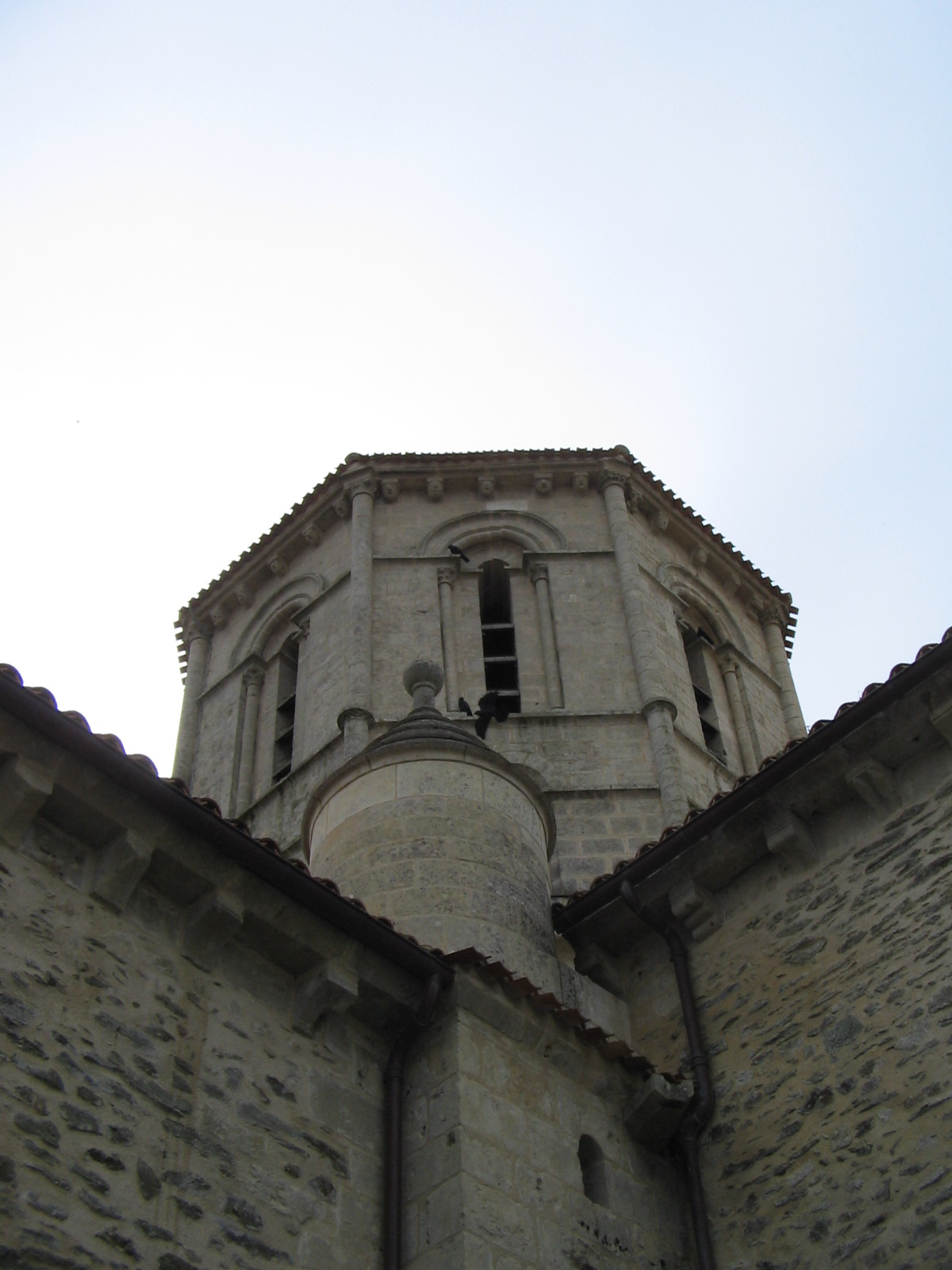
Glockenturm der Kirche Saint-Pierre

- Römische Totenlaterne